# Lophiocharon hutchinsi
Lophiocharon hutchinsi är en fiskart som beskrevs av Pietsch 2004. Lophiocharon hutchinsi ingår i släktet Lophiocharon och familjen Antennariidae. Inga underarter finns listade i Catalogue of Life.